# Constante de Hafner-Sarnak-McCurley
La constante de Hafner–Sarnak–McCurley est une constante mathématique représentant la probabilité que deux déterminants de deux matrices de même taille à coefficients entiers aléatoirement choisis soient premiers entre eux.  La probabilité, qui dépend de la taille n des matrices, est donnée par la formule 
{\displaystyle D(n)=\prod _{k=1}^{\infty }\left\{1-\left[1-\prod _{j=1}^{n}\left(1-{\frac {1}{p_{k}^{j}}}\right)\right]^{2}\right\},}
où pk est le k-ième nombre premier.
La constante de Hafner–Sarnak–McCurley, souvent notée σ, est la limite de D(n) quand n tend vers l'infini. Sa valeur est approximativement 0,3532363719... suite A085849 de l'OEIS. 
Flajolet et Vardi ont montré en 1996 que la convergence de D(n) vers σ est approximativement en {\displaystyle 0,57^{n}}.